# Anoda (biljni rod)
Anoda, biljni rod iz porodice sljezovki smješten u tribus Malveae, dio potporodice Malvoideae. Postoji 24 priznatih vrsta jednogodišnjeg bilja, grmov a i polugrmova u Sjevernoj i Južnoj Americi
Rod je opisan u Monadelphiae Classis Dissertationes Decem 1: 38–40, t. 10, f. 3, t. 11, f. 1–2. 1785.

## Vrste
1. Anoda abutiloides A.Gray
2. Anoda acerifolia Cav.
3. Anoda albiflora Fryxell
4. Anoda crenatiflora Ortega
5. Anoda cristata (L.) Schltdl.
6. Anoda guatemalensis Fryxell
7. Anoda henricksonii M.C.Johnst.
8. Anoda hintoniorum Fryxell
9. Anoda hirta Fryxell
10. Anoda lanceolata Hook. & Arn.
11. Anoda leonensis Fryxell
12. Anoda maculata Fryxell
13. Anoda palmata Fryxell
14. Anoda paniculata Hochr.
15. Anoda pedunculosa Hochr.
16. Anoda pentaschista A.Gray
17. Anoda polygyna Fryxell
18. Anoda pristina Fryxell
19. Anoda pubescens Schltdl.
20. Anoda reflexa Díaz-Contreras & Cruz Durán
21. Anoda reticulata S.Watson
22. Anoda speciosa Fryxell
23. Anoda succulenta Fryxell
24. Anoda thurberi A.Gray

## Sinonimi
- Cavanillea Medik.; Malv. 19 (1787)
- Sidanoda Wooton & Standl.; Contr. U. S. Nat. Herb. 19: 427 (1915)